# Pupilla tonica di Adie
Per Pupilla tonica di Adie in campo medico, si intende un'anomalia della pupilla di carattere dinamico. In tale caso la pupilla ha una reazione più lenta rispetto al normale agli stimoli dei cambiamenti della luce.

## Etimologia
Il nome della malattia lo si deve al medico inglese William John Adie.

## Epidemiologia
Colpisce più frequentemente le donne in età giovane, quasi sempre interessa un occhio solo.

## Sintomatologia
I sintomi e i segni clinici presentano midriasi, alterazioni fino ad affievolimento di alcuni tipi di riflessi (riflesso fotomotore, si tratta in tali casi anche di iporeflessia) ma se la persona rimane al buio per molto tempo allora si assiste al restringimento completo appena vede la luce del sole. Si assiste ad una lesione che si ritrova quasi sempre a livello dell'iride.

## Eziologia
Quasi sempre le cause rimangono sconosciute.

## Terapia
Uso di occhiali da lettura e di gocce specifiche consigliate da un oculista o neurologo.